# Бюхнер Карл Васильович
Карл Васильович Бюхнер (1835, Лейпциг — 5 жовтня (17 жовтня) 1881, Київ) — український піаніст, композитор і музичний педагог.
Навчався в Лейпцизькій консерваторії, зокрема, у Фелікса Мендельсона. Після закінчення консерваторії у 1852 році поступив на службу до графа П. П. Лопухіна, разом з його оркестром концертував по містах України. З 1871 по 1881 рік — концертмейстер Київської опери. Також був членом-виконавцем Київського відділення Російського музчичного товариства (РМТ). Виступав в ансамблях з Миколою Лисенком, Людвігом Альбрехтом, Антоном Барцалом, Отакаром Шевчиком.
Автор фортепіанного квінтету (1872), «Концертної парафрази на російську мелодію» (1872), романсів. Частину творів видано, зокрема, в Києві і Лейпцигу.
Викладав у 1871—1876 роках фортепіано у Київському музичному училищі РМТ.